# 桑塔納杜阿拉瓜亞

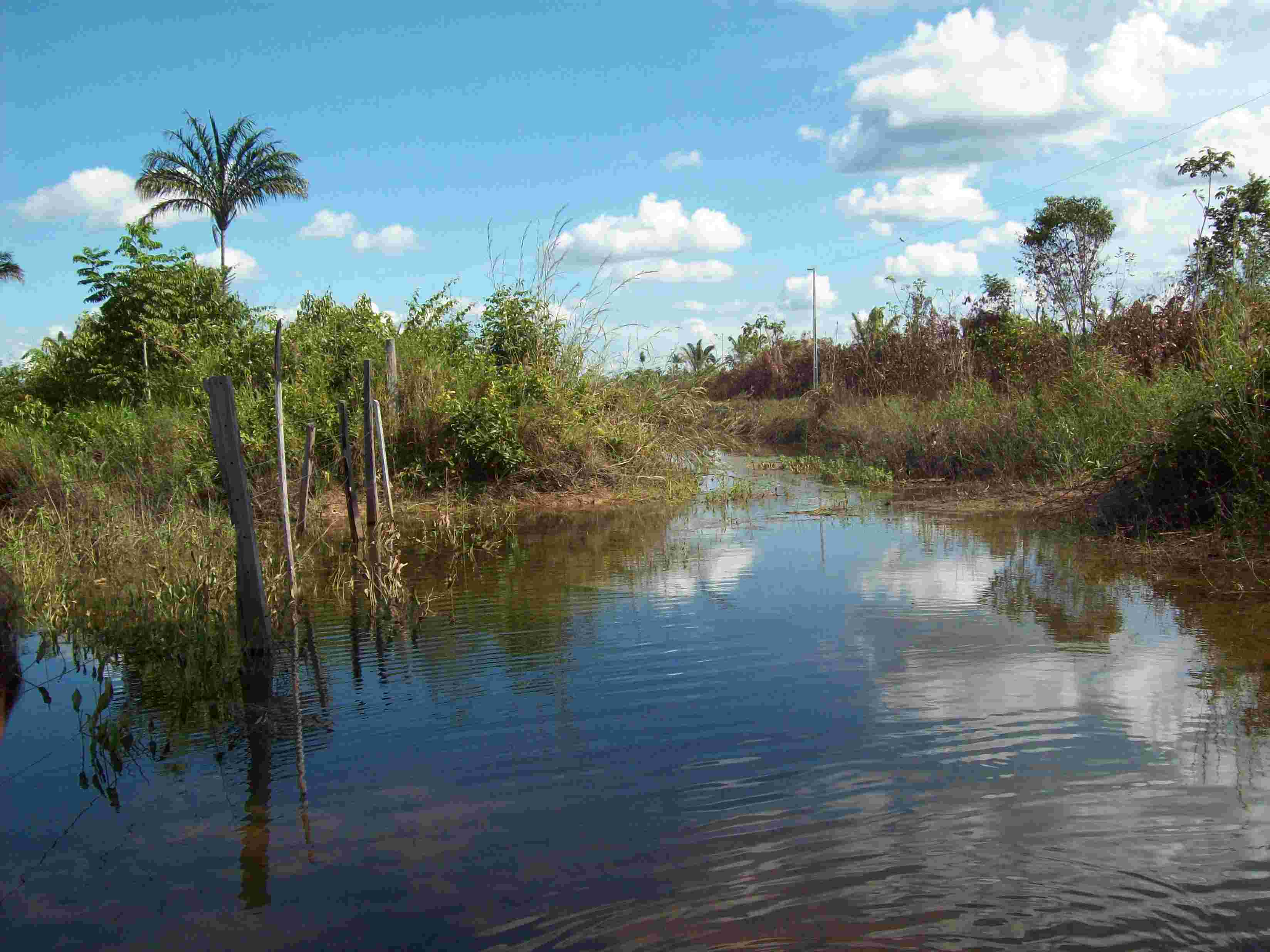
桑塔納杜阿拉瓜亞

9°30′18″S 50°37′30″W / 9.50500°S 50.62500°W
桑塔納杜阿拉瓜亞（葡萄牙語：Santana do Araguaia），是巴西的城鎮，位於該國北部，由帕拉州負責管轄，面積11,591平方公里，海拔高度160米，2009年人口55,033，人口密度每平方公里3.7人。